# Suzuki Splash
La Suzuki Splash è un'autovettura, prodotta dalla casa automobilistica Suzuki dal 2008 al 2015.

## Il contesto
La Splash nasce come erede del modello Wagon R+ molto apprezzato in Europa, realizzato in collaborazione con la tedesca Opel. I primi studi per dare un'erede al modello iniziano già nel 2006 e vedono come esiti una concept car esposta al salone dell'automobile di Parigi realizzata sul telaio della Swift quarta serie che adotta un nuovo propulsore 1.2 16V da 86 cavalli abbinato alla trazione anteriore e ad un cambio automatico a 4 rapporti. Con il prototipo viene lanciata la denominazione Splash.
La versione definitiva sarà svelata solo l'anno seguente al Salone di Francoforte per entrare in produzione nel 2008. Dal concept riprende solo il nome e il motore. La linea completamente nuova perde lo stile futuristico per adottare un design arrotondato con un andamento a freccia. La coda della vettura è disegnata su di due livelli con il portellone che possiede un andamento verticale a forma di V. La carrozzeria è disponibile solo nella configurazione 5 porte.
Il nome Splash sottolinea che l'automobile è destinata alla clientela giovane, adatta anche alle esigenze del pubblico femminile grazie alla gamma di colorazioni vivaci e numerose personalizzazioni sia interne che esterne come gli adesivi da applicare attorno alle plastiche del climatizzatore che ritraggono numerosi elementi legati all'acqua.
Curata la sicurezza automobilistica grazie all'adozione di ABS, airbag frontali, laterali e a pagamento anche per la testa, il controllo elettronico di stabilità e attacchi Isofix. Nei crash test Euro NCAP ha totalizzato il punteggio di 4 stelle nell'urto frontale su un massimo di 5.
Il bagagliaio possiede un volume minimo di 225 litri che salgono a 1.050 abbattendo lo schienale del divano posteriore.
La Splash viene prodotta in Ungheria presso lo stabilimento Suzuki di Esztergom e per la prima volta la vettura viene importata in Giappone direttamente dall'Europa; gli stabilimenti giapponesi lavorano a pieno ritmo e non possono ospitare la produzione del modello. 

## Motorizzazioni
La gamma europea è composta da tre motori di cui due benzina (1.0 e 1.2 16V quest'ultimo facente parte della famiglia motoristica Suzuki Serie K) e un diesel common rail prodotto dalla Fiat (1.3 Multijet ribattezzato DDiS dalla Suzuki capace di 75 cavalli con filtro antiparticolato proposto come optional). Per il mercato giapponese è disponibile solo il motore 1.2 potenziato a 88 cavalli e abbinato ad un cambio CVT. Per l'Europa e disponibile il manuale a 5 rapporti mentre un'esclusiva riservata al 1.2 è l'automatico a 4 rapporti proposto a pagamento. Dal 2012 i motori 1.0 e 1.2, quest'ultimo potenziato a 94 cavalli, sono disponibili anche con sistema Start&Stop.
| Modello      | Disponibilità | Motore                                            | Cilindrata cm³ | Potenza       | Emissioni CO2 (g/km) | 0–100 km/h (secondi) | Velocità max (km/h) | Consumo medio (km/L) |
| 1.0 12V      | dall’esordio  | 3 cilindri in linea, Benzina                      | 996            | 48 kW (65 CV) | 120                  | 14,7                 | 160                 | 20,0                 |
| 1.0 VVT      | dal 2009      | 3 cilindri in linea a fasatura variabile, Benzina | 998 cm³        | 50 kW (68 CV) | 109                  | 14,7                 | 160                 | 20,0                 |
| 1.2 16V      | dall’esordio  | 4 cilindri in linea, Benzina                      | 1.242          | 63 kW (86 CV) | 131                  | 12,3                 | 175                 | 18,2                 |
| 1.2 16V auto | dall’esordio  | 4 cilindri in linea, Benzina                      | 1.242          | 63 kW (86 CV) | 142                  | 14,8                 | 170                 | 16,9                 |
| 1.3 DDiS 16V | dall’esordio  | 4 cilindri in linea, Diesel                       | 1.248          | 55 kW (75 CV) | 120                  | 13,9                 | 165                 | 22,2                 |